# Hegemonia
L'hegemonia és la supremacia que una població, una nació o bloc de nacions pot tenir, gràcies al seu major poder econòmic, militar, tecnològic o polític, o/a una combinació d'aquests, i que exerceix sobre altres poblacions, malgrat que aquestes no la desitgin. Per hegemonia nacional s'entén el domini del món per part d'una sola nació o d'un grup de nacions conxorxades.
Es parla d'hegemonia política o de grup hegemònic per referir-se a aquell grup les propostes del qual gaudeixen d'un alt nivell d'acceptació preeminent entre les classes dirigents.
La teoria marxista de l'hegemonia cultural, associada particularment amb el fundador del partit comunista italià Antonio Gramsci, és la idea que la classe dirigent pot manipular el sistema de valors i el mores (hàbits, costums, moral) d'una societat, de manera que la seva visió es converteixi en la visió del món ("Weltanschauung" o cosmovisió). En paraules de Terry Eagleton: "Gramsci normalment utilitza la paraula hegemonia per significar la forma en què un poder governant guanya el consentiment dels que subjuga". En contraposició a la regla autoritària, l'hegemonia cultural "és hegemònica només si els afectats també hi consenten i lluiten pel seu sentit comú".

## Etimologia
La paraula catalana hegemonia prové de la paraula llatina postclàssica hegemonia (des de 1513 o abans), al seu torn derivada de la paraula grega ἡγεμονία (hēgemonía), que significa "autoritat, regla, supremacia política", relacionada amb la paraula ἡγεμών (hēgemōn, -ónos) "líder", "el qui va al davant", derivat de ἡγέομαι (hēgéomai), "conduir", "ser capdavanter".

## Història
A la Grècia antiga, era la preponderància d'un estat a l'intern d'una lliga o d'una aliança entre estats, per exemple Esparta durant la segona guerra contra els perses.